# Nexans Sweden
Denna artikel behandlar Nexans S.A.:s svenska dotterbolag. För moderbolaget, se Nexans
Nexans Sweden AB, tidigare IKO Kabelverk, är den franska kabelkoncernen Nexans svenska dotterbolag. Företaget tillverkar kraft-, kommunikations- och industrikablar. 
Nexans Sverige grundades som IKO Kabelverk i Grimsås 1948 av Karl Olsson, som tidigare drivit torvtäkten Grimsås Torv AB. Det har sitt huvudkontor i Grimsås och har drygt 500 anställda, de flesta i Grimsås. 
IKO Kabelverk köptes 1968 av det amerikanska konglomeratet ITT och kom in i Alcatel Câbles i samband med att ITT och Alcatel sammanförde sina elkabeldelar i företaget Alcatel NV 1996. Efter Alcatels avknoppning av sin elkabelverksamhet 2000, namnändrades företaget till Nexans IKO Sweden AB och 2011 till Nexans Sweden AB.